# Catedral de Beja
La catedral de Santiago el Mayor o simplemente catedral de Beja (en portugués: Sé Catedral de São Tiago Maior) es un edificio religioso que pertenece a la Iglesia católica y funciona como la catedral en Beja, Portugal, y la sede de la diócesis de Beja (Dioecesis Beiensis).

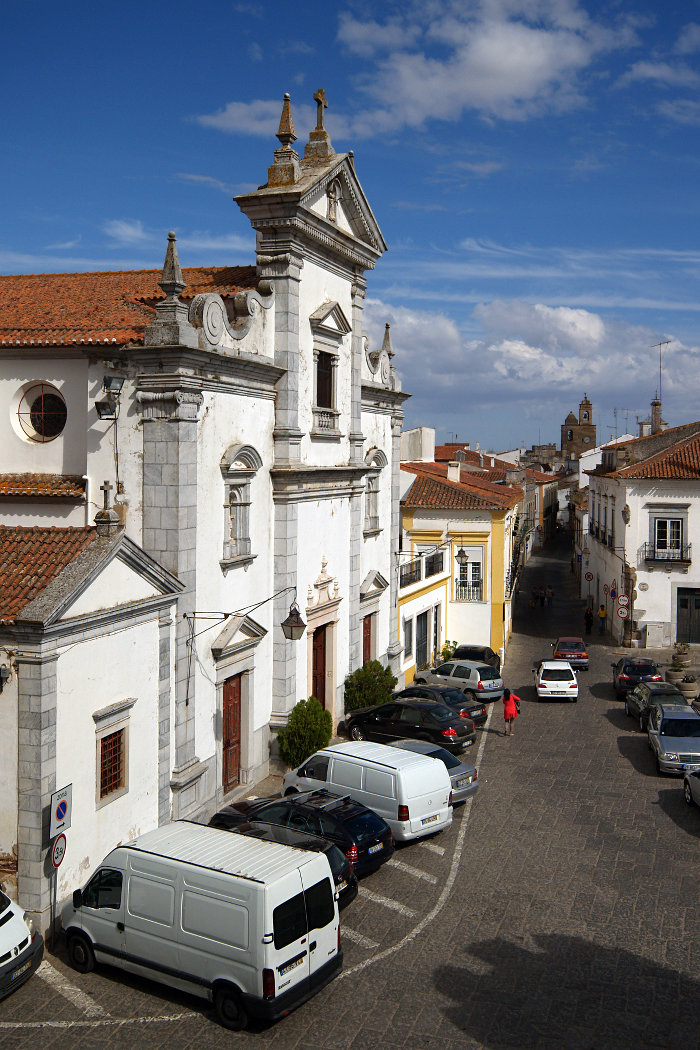
Otra vista del templo

La iglesia fue construida en 1590 en el sitio donde antes existía una iglesia anterior dedicada a Santiago el Mayor. La iglesia, de estilo manierista, fue impulsada por el arzobispo Teotonio de Bragança con el proyecto del arquitecto Jorge Rodríguez.
La iglesia fue erigida como la catedral por un decreto de la Sagrada Congregación del Consistorio de 14 de noviembre de 1925. El 4 de junio de 1937, la catedral fue inaugurada, completamente restaurada y ampliada. Su consagración se celebró el 31 de mayo de 1946.